# 平衡素数
平衡素数（英: balanced prime）は素数であって、1つ前の素数と1つ後の素数の算術平均に等しいものである。代数的に言えば、小さい順に並べたときの n 番目の素数を {\displaystyle p_{n}} とすると、{\displaystyle p_{n}} が平衡素数であるとは次が成り立つことである。
{\displaystyle p_{n}={{p_{n-1}+p_{n+1}} \over 2}}
平衡素数を小さい順にいくつか列挙すると、
5, 53, 157, 173, 211, 257, 263, 373, 563, 593, 607, 653, 733, 947, 977, 1103 オンライン整数列大辞典の数列 A006562.
例えば、53は16番目の素数である。15番目と17番目の素数である47と59を足すと106になり、その半分は53なので、53は平衡素数である。
仮に1を素数であると考えれば、それに応じて2が最初の平衡素数と考えられる。なぜならば
{\displaystyle 2={1+3 \over 2}}
だからである。平衡素数は無限に多く存在すると予想されている。
等差数列における3つの連続した素数は、CPAP-3 と呼ばれることがある。平衡素数は定義によって CPAP-3 の2番目の素数である。2014年現在、CPAP-3として知られている最も大きなものは 10546 桁のものであり、David Broadhurst によって発見された。
{\displaystyle p_{n}=1213266377\times 2^{35000}+2429,\quad p_{n-1}=p_{n}-2430,\quad p_{n+1}=p_{n}+2430.}
n の値は知られていない。

## 関連した概念
素数が、その1つ前の素数と1つ後の素数の算術平均よりも大きい場合、強素数（strong prime）と呼ばれる。逆に小さい場合は、弱素数（weak prime）と呼ばれる。

## 位数 n の平衡素数
位数 n の平衡素数（balanced prime of order n）とは、素数であって、それに近い上下 n 個ずつの素数の算術平均に等しいようなものである。代数的には、k 番目の素数 {\displaystyle p_{k}} が平衡素数であるとは、次が成り立つことである。
{\displaystyle p_{k}={\sum _{i=1}^{n}({p_{k-i}+p_{k+i})} \over 2n}.}
前述の素数は位数 1 の平衡素数である。他の位数は 2 オンライン整数列大辞典の数列 A082077、3 オンライン整数列大辞典の数列 A082078、4 オンライン整数列大辞典の数列 A082079 で見られる。